# Sherrelwood
Sherrelwood ist eine Stadt im Adams County im US-Bundesstaat Colorado, Vereinigte Staaten. Das U.S. Census Bureau hat bei der Volkszählung 2020 eine Einwohnerzahl von 19.228 ermittelt. Die geographischen Koordinaten sind: 39,84° Nord, 105,00° West. Das Einzugsgebiet der Stadt beträgt 6,4 km².

## Wirtschaft
Die Arbeitslosenquote in Sherrelwood beträgt 4,30 Prozent (US-Durchschnitt 5,20 %). Das jüngste Jobwachstum ist positiv. Sherrelwood Jobs haben um 2,01 Prozent zugenommen.
| WIRTSCHAFT                                                     | Sherrelwood, Colorado | Vereinigte Staaten |
| Arbeitslosenrate                                               | 4,30 %                | 5,20 %             |
| Jüngstes Jobwachstum                                           | 2,01 %                | 1,59 %             |
| Zukünftiges Job-Wachstum                                       | 39,72 %               | 37,98 %            |
| Mehrwertsteuer                                                 | 4,75 %                | 6,00 %             |
| Einkommensteuer                                                | 4,63 %                | 4,60 %             |
| Einkommen pro Kappe.                                           | $ 18.664              | 28.555 $           |
| Haushaltseinkommen                                             | $ 47.176              | $ 53.482           |
| Familienmedianeinkommen                                        | 49.844 $              | 65.443 $           |
| BEVÖLKERUNG DURCH BESETZUNG                                    |                       |                    |
| Landwirtschaft, Forstwirtschaft, Fischerei, Jagd               | 1,16 %                | 1,35 %             |
| Bergbau, Gewinnung von Steinen und Erden, Öl- und Gasförderung | 0,33 %                | 0,61 %             |
| Konstruktion                                                   | 15,84 %               | 6,19 %             |
| Herstellung                                                    | 9,33 %                | 10,41 %            |
| Großhandel                                                     | 4,12 %                | 2,72 %             |
| Einzelhandel                                                   | 12,30 %               | 11,55 %            |
| Transport und Lagerung                                         | 6,55 %                | 4,11 %             |
| Dienstprogramme                                                | 0                     | 0                  |
| Information                                                    | 2,42 %                | 2,12 %             |
| Finanzierung und versicherung                                  | 2,94 %                | 4,69 %             |
| Immobilien, Vermietung, Leasing                                | 1,66 %                | 1,89 %             |
| Professionelle, wissenschaftliche, technische Dienstleistungen | 3,97 %                | 6,68 %             |
| Management von Unternehmen                                     | 0,38 %                | 0,08 %             |
| Verwaltung, Unterstützung, Abfall mgt svcs                     | 4,47 %                | 4,27 %             |
| Bildungsdienstleistungen                                       | 4,74 %                | 9,34 %             |
| Gesundheits- und Sozialhilfe                                   | 9,82 %                | 13,81 %            |
| Kunst, Unterhaltung, Erholung                                  | 1,91 %                | 2,16 %             |
| Unterkunft, Verpflegung                                        | 9,76 %                | 7,44 %             |
| Sonstige Dienstleistungen                                      | 4,69 %                | 4,94 %             |
| Öffentliche Verwaltung                                         | 3,46 %                | 4,80 %             |